# Senago
Senago é uma comuna italiana da região da Lombardia, província de Milão, com cerca de 18.914 habitantes. Estende-se por uma área de 8 km², tendo uma densidade populacional de 2364 hab/km². Faz fronteira com Limbiate, Cesate, Paderno Dugnano, Garbagnate Milanese, Bollate.

## Demografia
| Variação demográfica do município entre 1861 e 2011                               |
|                                                                                   |
| Fonte: Istituto Nazionale di Statistica (ISTAT) - Elaboração gráfica da Wikipedia |